# Юридическая фирма
Юриди́ческая фи́рма (юридическая компания, правовая компания) — форма юридической практики, связанная с организованным оказанием юридических услуг на возмездной основе.

## Юридические фирмы в мире

### Организационно-правовые формы
Юридические фирмы могут осуществлять свою деятельность в различных организационно-правовых формах, которые определяются законодательством страны, на территории которой создаётся соответствующая фирма.
Например, существуют юридические фирмы, созданные в форме товариществ, обществ с ограниченной ответственностью, акционерных обществ.
В законодательстве отдельных стран могут быть предусмотрены специальные организационно-правовые формы для осуществления деятельности организаций, оказывающих квалифицированную юридическую помощь. Такие организации тоже могут быть отнесены к категории «юридическая фирма».
В частности, в России адвокаты осуществляют свою деятельность в одной из форм адвокатских образований: адвокатский кабинет, коллегия адвокатов, адвокатское бюро, юридическая консультация. 31 января 2003 года Федеральной палатой адвокатов принят Кодекс профессиональной этики адвокатов.

### Структура юридических фирм в мире
В большинстве стран, в том числе в США и Англии, по существующему законодательству владельцами и директорами юридических фирм могут быть только юристы. В результате юридические фирмы не имеют возможности привлекать в свою структуру сторонних инвесторов и профессиональных менеджеров и финансистов и выходить на рынок с IPO, что мешает юридическому бизнесу развиваться быстро и по-современному.
Основой такого подхода послужило стремление избежать конфликта интересов в рамках принципа состязательности правовой системы, обязывающей юриста быть ревностным и лояльным представителем клиента и не брать с него чрезмерную плату.
Кроме того, юристы должны проявлять добросовестность — они не имеют права участвовать в судебных процессах по делам, которые они сами оценивают как юридически ничтожные. Однако, юристы, представляющие компании с участием сторонних акционеров, наряду с интересами своих клиентов и необходимостью соблюдения морально-этических требований, должны были бы в значительной степени руководствоваться коммерческими интересами владельцев и учитывать влияние своих решений на рыночную стоимость акций фирмы. Сочетать такие противоречивые требования нелегко.
В настоящее время в странах англо-саксонского права наблюдается тенденция к изменению описанного законодательства в сторону либерализации. В 2007 году Австралия разрешила юридическим фирмам привлекать внешние инвестиции за счёт выхода на IPO, после чего крупная австралийская юридическая фирма «Slater&Gordon Ltd.» успешно разместила свои акции на Австралийской фондовой бирже. Начаты реформы юридического бизнеса Великобритании. В 2009 году вступил в силу «Закон об оказании юридических услуг», регламентирующий либерализацию рынка юридических услуг и дающий возможность юридическим компаниям выходить на Лондонскую фондовую биржу и привлекать в юридические фирмы управляющих партнёров, не имеющих отношения к юридической деятельности.
Однако, как правило, структура юридической фирмы по традиции включает ведущих партнёров, партнёров и прочих служащих. Ведущие партнёры — это юристы-владельцы фирмы, наряду с юридической практикой управляющие делами фирмы и получающие прибыль согласно распределению своих долей. Партнёры — юристы, осуществляющие практику в рамках деятельности фирмы за оговорённую зарплату. Служащие — помощники, секретари и проч. — выполняют в фирме вспомогательные функции. Также традиционным для многих фирм является карьерное продвижение партнёров по правилу «вверх или за дверь», то есть партнёр либо должен со временем стать ведущим партнёром, либо уйти из фирмы (вести самостоятельную практику, работать в юридических отделах корпораций и проч.).

### Размеры и специализация юридических фирм в мире
Юридические фирмы сильнейшим образом варьируют в размерах. Почти во всех странах значительное большинство составляют маленькие фирмы, организованные одним юристом, практикующим самостоятельно.
Маленькие фирмы, как правило, специализируются на каком-нибудь определённом направлении (патентное, трудовое, налоговое, уголовное право и т. д.).
Более крупные фирмы диверсифицируют клиентскую базу и предлагают широкий круг услуг, организуя несколько отделов, специализирующихся на разных направлениях юридической деятельности. В таких фирмах, как правило, отдельно существуют судебные и консультативные отделы. Консультативные отделы консультируют, составляют контракты, анализируют правовые аспекты коммерческой деятельности, тогда как «судебники» представляют интересы клиентов в судах, отвечают за судебную документацию и обеспечение доказательной базы и т. д.
Юридические фирмы, объединяющие большие группы юристов, зародились в США и в течение нескольких десятилетий стали там повсеместным явлением. Эту практику постепенно переняли англичане, у которых ранее юридические фирмы, как правило, состояли из одного-двух юристов. В настоящее время маленькие фирмы в США и Англии имеют в штате от 2 до 50 юристов, средние — от 50 до 200.
Большими, или «мегафирмами», в США и Англии считают трансконтинентальные компании, включающие более 1000 юристов, с очень высокими тарифами и большим количеством вспомогательного персонала. Они специализируются на высокоприбыльных направлениях, таких, как работа с банками, слияния и поглощения, арбитражные судебные процессы большого масштаба и высокого уровня.
Наиболее крупные юридические фирмы базируются в США и Англии. Наиболее высокую прибыль получают американские фирмы, но шесть крупнейших в мире фирм расположены в Лондоне. Общий оборот юридического бизнеса в США (около 120 миллиардов долларов в 2009 году) не имеет аналогов в мире. В 2003 году в США было более 900 фирм, насчитывавших более 50 юристов, тогда как в Канаде таковых было 58, в Англии — 44, во Франции — 14 а в Германии — 9. США и Англия полностью доминируют на мировой юридической сцене. Аналитические исследования констатируют, что прочие страны лишь подбирают то, что свалилось с англо-американского стола : «австралийские, канадские, новозеландские и прочие юридические фирмы сражаются за то, от чего отказываются американцы и англичане».

### Рейтинги юридических фирм
Журнал The American Lawyer с 1985 года ежегодно составляет рейтинг крупнейших юридических фирм. К 2015 году только четыре фирмы входили в тройку лидеров по размеру совокупной выручки: Baker & McKenzie, DLA Piper, Skadden, Arps, Slate, Meagher & Flom и Latham & Watkins.
Журнал отмечает, что за последний год выручка 80 из 100 крупнейших фирм выросла, у 27 из них она превысила миллиард долларов. Быстрее всех росли (на 19%) Fenwick & West и Cooley LLP, две юридических фирмы со специализацией на IT-компаниях США.
| Фирма                                | Выручка в 2014 году (млн $) | Место в 2014 году | Место в 2013 году | Изменение |
| ------------------------------------ | --------------------------- | ----------------- | ----------------- | --------- |
| Latham & Watkins                     | 2612                        | 1                 | 3                 | 14,3%     |
| Baker & McKenzie                     | 2540                        | 2                 | 2                 | 5%        |
| DLA Piper                            | 2481                        | 3                 | 1                 | 0%        |
| Skadden, Arps, Slate, Meagher & Flom | 2315                        | 4                 | 4                 | 3,6%      |
| Kirkland & Ellis                     | 2150                        | 5                 | 5                 | 6,6%      |
| Jones Day                            | 1850                        | 6                 | 7                 | 4,8%      |
| Norton Rose Fulbright                | 1815                        | 7                 | 6                 | -4,7%     |
| Hogan Lovells                        | 1780                        | 8                 | 8                 | 3,6%      |
| Sidley Austin                        | 1754                        | 9                 | 9                 | 9,5%      |
| White & Case                         | 1503                        | 10                | 10                | 4,1%      |

Выручка на юриста, как отмечает в своём тематическом рейтинге The American Lawyer,  является наиболее точной метрикой эффективности юридической фирмы. Журнал фиксирует, что в 2014 году 84 из 100 фирм в рейтинге смогли нарастить этот показатель, в среднем на 3,4% (значительный рост в сравнении с 2013 годом, когда показатель упал на 0,4%). Сильнее всех выросла фирма со столетней историей Jenner & Block.
| Фирма                                | Выручка в 2014 году (млн $) | Место в 2014 году | Место в 2013 году | Изменение |
| ------------------------------------ | --------------------------- | ----------------- | ----------------- | --------- |
| Wachtell, Lipton, Rosen & Katz       | 2,630                       | 1                 | 1                 | 13,9%     |
| Sullivan & Cromwell                  | 1,585                       | 2                 | 2                 | -0,3%     |
| Quinn Emanuel Urquhart & Sullivan    | 1,555                       | 3                 | 3                 | 7,6%      |
| Cravath, Swaine & Moore              | 1,465                       | 4                 | 4                 | 2,4%      |
| Skadden, Arps, Slate, Meagher & Flom | 1,400                       | 5                 | 6                 | 4,1%      |
| Kirkland & Ellis                     | 1,365                       | 6                 | 7                 | 5,4%      |
| Simpson Thacher & Bartlett           | 1,340                       | 7                 | 5                 | 4,3%      |
| Williams & Connolly                  | 1,300                       | 8                 | 9                 | 7,4%      |
| Latham & Watkins                     | 1,245                       | 9                 | 17                | 12,2%     |
| Milbank, Tweed, Hadley & McCloy      | 1,240                       | 10                | 13                | 3,8%      |

## Англо-американское развитие

### Первые мульти-юридические правовые фирмы
Соединённые Штаты впервые вводят понятие «большой юридической фирмы» в том смысле, что как субъект предпринимательской деятельности, состоят из нескольких адвокатов. Первые юридические фирмы, состоящие из 2 или более юристов появились в США незадолго до Гражданской войны в США (1861—1865). Эта идея постепенно распространяется через Атлантический океан в Англию, хотя английские адвокаты оставались индивидуальными работниками или вели деятельность в виде очень мелких товариществ вплоть до Второй мировой войны. Сегодня в Соединённых Штатах и Великобритании существуют как мелкие фирмы(от 2 до 50 юристов), так и средние предприятия (от 50 до 200 адвокатов).

### Юридический бутик
Адвокаты в малых городах и посёлках, возможно, ещё обладают старомодной общей практикой, но большинство городских адвокатов стремятся к узкоспециализированности в связи с подавляющей сложностью права. Таким образом, небольшие фирмы в городах специализируются на практике только одного своего рода закона (например, трудовое право, антимонопольное законодательство, интеллектуальная собственность, или законодательство о связи) и поэтому называются юридическими бутиками.

### Мегафирмы или Biglaw
Крупнейшие юридические фирмы насчитывают более 1000 юристов. Эти фирмы часто называют на разговорном языке "мегафирмами" или "бигло" (Biglaw). Они, как правило, имеют филиалы на нескольких континентах, выставляют счета от $750 в час и выше и обладают высокой долей вспомогательного персонала на адвоката. Из-за локализованного и регионального характера фирм, относительные размеры фирмы меняются.

### Фирмы с «полным комплексом услуг»
Крупные фирмы с «полным комплексом услуг» имеют отделы, специализирующиеся на всех видах юридической работы, за которые хорошо платят, что в США обычно означает слияния и поглощения, банковское дело и некоторые виды корпоративных споров. Эти фирмы редко работают с исками физических лиц. Однако, даже крупнейшие юридические фирмы являются не очень большими по сравнению с другими крупными предприятиями. В 2008 году одной из крупнейших юридических фирм в мире была признана британская фирма Clifford Chance, доходы которой составили сумму свыше 2 млрд долл. США. Для сравнения, мировой оборот крупнейшей в мире фирмы Exxon Mobil - $404 млрд., а крупнейшей консалтинговой компании PricewaterhouseCoopers - $28 млрд.
Юридические фирмы организуются для осуществления коммерческой деятельности, включающей юридическое консультирование клиентов (граждан и организаций) об их правах и обязанностях, юридическое сопровождение сделок и коммерческих проектов, защиту интересов клиентов в гражданских, уголовных и административных судебных процессах и в прочих ситуациях, требующих юридической консультации и сопровождения.

## Юридические фирмы в России

### Организация юридических услуг в Советском Союзе (1960—1991 гг)
В СССР и в других социалистических странах институт частной адвокатуры отсутствовал. Адвокатура в СССР имела статус добровольной общественной организации лиц, занимающихся адвокатской практикой. В республиках, областях, краях, а также в Москве и Ленинграде имелись коллегии адвокатов; в районах и городах действовали юридические консультации, объединявших адвокатов данного района (города).
Заинтересованное лицо могло обратиться к адвокату, при этом оно всегда обращалось в коллегию. Адвокатский гонорар, полученный от клиента, вносился в кассу коллегии. В Советском Союзе не было ни частной собственности, ни сколько-нибудь крупных имущественных споров, так что о сравнении доходов советских и западных юристов просто не приходилось говорить. На предприятиях и в учреждениях имелись свои юридические службы, поэтому наибольшую часть адвокатской практики составляли уголовные дела. Адвокаты редко участвовали в рассмотрении гражданских дел (5-6 % от общего числа). В 1980 году насчитывалось примерно 19 000 адвокатов.

### Становление юридических фирм в России в постсоветский период
После распада Советского Союза рынок юридически услуг для бизнеса в России начал формироваться одновременно с началом развития рыночной экономики в начале 1990-х.
"Пионерами были крупные международные юридические компании, пришедшие в Россию «на буксире» у своих клиентов. Первой офис в Москве открыла Baker & McKenzie в 1989 году, за ней потянулись остальные. Российские юристы в это время ещё только учились тому, как превратить свою профессию в бизнес.
Иностранные юристы быстро научились делить сферы деятельности с российскими коллегами, и это разделение с незначительными изменениями сохраняется до сих пор. «Западные фирмы были призваны давать юридические советы, а наши — „решать проблемы“ — так формулирует разницу партнёр одной из российских компаний. Иностранцы традиционно сильны во всем, что касается международных сделок, выхода компаний на мировые рынки акций и капитала, международного корпоративного права. Раздолье для российских юристов — налоговые и арбитражные споры».
Следует отметить, что по мнению специалистов, западные юридические фирмы находятся в России не столько затем, чтобы нормально, по западным понятиям, заработать, сколько затем, чтобы «застолбить рынок»: «иностранцы получают в России очень небольшие по их представлениям деньги, работая здесь лишь потому, что в России присутствуют их крупные клиенты. Если не обеспечить клиенту юридическую поддержку в Москве, он наймёт компанию-конкурента, а там недолго и до того, что он передаст этому конкуренту ведение дел на действительно значительном рынке — в Германии, Франции, Великобритании…».
К началу 21-го века российские юридические фирмы перешли на более цивилизованный этап развития, идя по пути своих западных коллег: укрупнялись и сливались, диверсифицировали услуги, открывали офисы в различных городах России. Одновременно обострилась конкуренция с иностранными юридическими фирмами.
По мнению представителей крупных российских юридических фирм, «ниша иностранных юридических фирм в процентном отношении с нишей российских фирм неуклонно сокращается. Российские фирмы набираются опыта у иностранных коллег, сохраняя конкурентные преимущества при взаимодействии с российскими судами и органами власти».
Специалисты считают, что конкуренция между юридическими компаниями в ближайшие годы будет только обостряться. Причём, как между отечественными игроками и иностранными юридическими фирмами, так и собственно среди российских компаний.
Что касается борьбы с иностранцами за иностранных же клиентов, то росту конкурентной борьбы способствуют наличие у российских компаний знаний отечественного законодательства, приобретённый опыт предоставления услуг иностранным клиентам, а также стоимость услуг российских юристов, которая обычно ниже, чем в иностранных компаниях («несмотря на авторитет и репутацию иностранных юридических компаний, они зачастую не обладают таким обширным знанием российского законодательства и его специфики, как российские юридические фирмы. Немаловажную роль играет и стоимость услуг иностранных юридических компаний, которая иногда на несколько порядков выше аналогичных услуг их российских конкурентов»).
Тенденция развития конкуренции между западными и российскими юристами признаётся и со стороны экспертов иностранных юридических фирм. Они, в частности, отмечают конкурентные преимущества российских юристов в области консультирования и сопровождения корпоративных проектов среднего объёма в связи с относительно низкой стоимостью услуг.

### Структура и экономические показатели юридических фирм
Специалисты подразделяют компании, продвигающиеся на российском рынке юридических услуг, на 3 группы:
- международные и российские аудиторско-консалтинговые группы, имеющие юридические подразделения;
- крупные международные и российские специализированные юридические компании;
- российские средние и мелкие юридические фирмы.

Аудиторско-консультативные группы участвуют в комплексных проектах, требующих финансово-управленческого консалтинга, сопровождения в области корпоративного и налогового права, а заодно, в случае необходимости, защиты клиента в судебных спорах.
Западные специализированные юридические компании ориентированы на проведение транснациональных сделок и юридические аспекты продвижения российских компаний на иностранные рынки. В настоящее время с этой задачей также вполне успешно справляются крупнейшие и наиболее подготовленные российские юридические фирмы.
Экономические показатели юридических фирм, как и количество юристов в штате, в России являются большим секретом, ни о какой прозрачности говорить не приходится. Имеющиеся скудные данные, как правило, добываются с большим трудом.
«По оценкам экспертов, объём сектора рынка юридических услуг, включающего в себя доходы крупных западных и российских фирм, составляет примерно $500 млн Опрошенные Forbes юристы согласились с этой цифрой. Крупные российские юридические фирмы, организованные по западным образцам, с большим количеством юристов, имеющие опыт работы с крупными иностранными клиентами, получают примерно 30 % этой суммы, остальное достаётся международным компаниям. А вот с учётом оборотов многочисленных мелких фирм, юридических консультаций, частных адвокатов и адвокатских бюро объём рынка может, по некоторым оценкам, достигать $2 млрд».
Аналитическое исследование деятельности достаточно крупных операторов юридического рынка России (без учёта основной массы адвокатуры), проведённое по итогам 2006 года, позволило авторам констатировать: «получается, что объём рынка юридических услуг в России в 2006 году можно оценить как минимум в 23-25 млрд рублей. То есть российский бизнес тратит на юристов около миллиарда долларов в год».
По данным того же исследования в 2006 году самую большую прибыль юридическим компаниям в России принесли услуги в области налогового права (40 % общего объёма доходов). На втором месте судебные споры — 18 %, далее следуют корпоративное и коммерческое право (15 % и 9 % соответственно).
Первая десятка юридических компаний РФ 2006 года включала 9 фирм, базирующихся в Москве, и одну тюменскую, с годовой выручкой от 620 до 57 млн рублей и числом юристов в штате от 220 до 15. Таким образом крупнейшие российские юридические фирмы по западным критериям попадают в диапазон мелких и средних компаний.
Реальные доходы партнёров российских юридических компаний — ещё большая тайна, чем валовые экономические показатели данного сектора. По оценке портала Forbes.ru, «личный доход управляющего партнёра крупной российской юридической фирмы до вычета налогов находится, как правило, в диапазоне $600 000-1,5 млн в год».
В рейтинге крупнейших юридических фирм в России, составленном «Коммерсантом» в 2015 году, отмечается средний рост выручки участников рейтинга (на 19,4%), что компенсирует инфляцию, но не снижение доходов из-за девальвации рубля, если пересчитать выручку в долларах США или евро. Исследование выявило, что даже некоторым лидерам характерен «синдром бутика», когда 50-80% валовой выручки приносят одна-две практики. При этом наблюдается значимый скачок эффективности деятельности юридической фирмы в пересчёте на одного юриста при достижении численности юристов в 40-45 человек. Однако с точки зрения финансовой эффективности лучшими оказались фирмы из второй, третьей и четвёртой десятки рейтинга, у которых часто лучше управление и ниже временные издержки на дополнительные процедуры и проекты pro bono.
| Позиция | Фирма                                   | Место в рейтинге 2013-2014 годов |  | Позиция | Фирма                         | Место в рейтинге 2013-2014 годов |
| ------- | --------------------------------------- | -------------------------------- |  | ------- | ----------------------------- | -------------------------------- |
| 1       | Егоров, Пугинский, Афанасьев и партнёры | 1                                |  | 11      | Яковлев и партнёры            | 13                               |
| 2       | Dentons                                 | 2                                |  | 12      | Хренов и партнёры             | 14                               |
| 3       | Гольцблат БЛП                           | 3                                |  | 11      | PwC Legal                     | 9                                |
| 4       | Пепеляев Групп                          | 4                                |  | 14      | Муранов, Черняков и партнёры  | 11                               |
| 5       | Вегас-Лекс                              | 5                                |  | 15      | Clifford Chance               | 8                                |
| 6       | ФБК Право                               | 16                               |  | 16      | Capital Legal Services        | –                                |
| 7       | White & Case                            | 7                                |  | 17      | Morgan, Lewis & Bockius       | 19                               |
| 8       | DLA Piper                               | 6                                |  | 18      | Олевинский, Буюкян и партнёры | 31                               |
| 9       | Herbert Smith Freehills                 | 18                               |  | 19      | Linklaters                    | 15                               |
| 10      | ЮСТ                                     | 10                               |  | 20      | Allen & Overy                 | 12                               |

Выпускники российских юридических вузов в качестве наиболее привлекательных юридических фирм как работодателей в 2015 году чаще всего называли White & Case, Baker & McKenzie, «Пепеляев Групп», Clifford Chance, Linklaters, Cleary Gottlieb Steen & Hamilton, Debevoise & Plimpton, «Гольцблат БЛП», Freshfields Bruckhaus Deringer, Allen & Overy.

### Проблемы развития юридических фирм в России
В качестве основных проблем, мешающих становлению цивилизованного рынка оказания юридических услуг и развитию юридических фирм в России, специалисты называют :
- коррумпированность российской правовой системы;
- низкое качество юридического образования;
- непродуманность законодательного регламентирования правовой системы.

На коррумпированность судебной системы обращали внимание президент РФ Дмитрий Медведев и председатель совета по кодификации гражданского законодательства, советник президента РФ Вениамин Яковлев.
В аналитической статье портала Forbes.ru констатируется:
«Значительная часть юридических проблем в России по-прежнему решается взятками, и существует не так уж мало фирм, позиционирующих себя как юридические, но по сути являющихся посредниками, знающими, кому и сколько надо „нести“ в каждом конкретном случае. Характерно проскальзывающее в речи юристов словосочетание „судебный GR“ (government relations — обычно этот термин относится к цивилизованному лоббизму и вообще выстраиванию отношений с органами власти).».
Низкое качество современного российского юридического образования не раз привлекало внимание президента РФ и высших должностных лиц.
Подвергается критике действующий закон «Об адвокатуре». Указывается, что российская адвокатура в её нынешней форме представляет по сути форму государственной службы и тормозит развитие современной и динамичной системы предоставления юридических услуг, адекватной требованиям, предъявляемым к развитым рыночным экономикам. Одним из проявлений внутренней противоречивости нынешней правовой системы в РФ является противостояние, с одной стороны, института адвокатуры, правила функционирования которой в значительной степени унаследованы от советской адвокатуры, и, с другой стороны, стихийно развившейся системы коммерческих юридических фирм, не проходящих никакого лицензирования и проверок на соответствие квалификационным требованиям. Это противостояние явственно проявилось при обсуждении проекта закона «О квалифицированной юридической помощи», которое почти сразу вылилось в скандал между лоббирующими группами.

## Юридические фирмы на Украине
Касательно Украины, по состоянию на конец 2011 года большинство компаний первой двадцатки крупнейших юридических фирм, работающих на территории этой страны, носят все же национальный характер. В то же время, больша́я часть рынка юридических услуг на Украине принадлежит филиалам транснациональных международных юридических фирм (что связано, скорее всего, с представительством этими компаниями крупных западных предприятий на территории Украины). Сам годовой совокупный объём стоимости юридических услуг на Украине оценивается примерно в $375 млн.